# 1462
1462 (MCDLXII) var ett normalår som började en fredag i den julianska kalendern.

## Händelser

### April
- 5 april – Ivan den store blir storfurste av Moskva.[1]

### Okänt datum
- Våren – Vid denna tid skrivs troligen Karl Knutsson (Bonde):s "preussiska relation".
- Sommaren – Vid ett möte i Lübeck mellan delegater från Danzig/Polen och Danmark klagar danskarna över att Karl Knutsson får uppehålla sig i Danzig. Karl anklagas där för att ha sänt sjörövare att plundra längs Sveriges kuster.
- Tumskruven omtalas första gången i svensk rätt
- Den första tryckta bok som tryckts i Italien, L'imitazione di Cristo ("Kristi efterföljelse"), ges ut i Rom.
- Det tyska grevskapet Wied övergår genom en äktenskapsförbindelse från grevarna av Isenburg till grevarna av Runkel.

## Födda
- 27 juni – Ludvig XII, kung av Frankrike 1498–1515 och av Neapel 1501–1504.
- Aage Jepsen Sparre, dansk ärkebiskop 1519–1532.
- Piero di Cosimo, florentinsk målare.
- Pietro Pomponazzi, italiensk filosof.
- Johan Tritheim, tysk abbot.
- Juan de Anchieta, baskisk kompositör.
- Juana la Beltraneja, kastiliansk tronpretendent och portugisisk drottning.

## Avlidna
- David Komnenos, kejsare av Trabzon.
- Vasilij II av Moskva, storfurste av Moskva.
- Anna av Cypern, italiensk hertiginna och de facto regent.

### Fotnoter
1. ↑  World Statesmen (läst 6 april 2011)